# Giuseppe Geremia
Giuseppe Geremia (Catania, 19 novembre 1732 – Catania, gennaio 1814) è stato un musicista e compositore italiano.

## Biografia
Ha studiato al Conservatorio Santa Maria di Loreto di Napoli con Francesco Durante. Il suo primo lavoro, un oratorio intitolato La fuga in Egitto o Gesù trafugato in Egitto, risale al 1760.
Nel 1763 collabora con Nicola Logroscino alla stesura dell'opera L'innamorato balordo, presentata al Teatro Nuovo di Napoli in occasione del carnevale.
Sei anni più tardi si fa conoscere nella sua città natale con un dialogo musicato ispirato al martirio di Sant'Agata, intitolato Carro trionfale: la visibilità ottenuta gli schiude le porte del Duomo di Catania, di cui nel 1773 diventa maestro di cappella su nomina del vescovo Deodato Moncada. Sempre in quell'anno compone un dramma dedicato al vescovo, Il trionfo di Pallade, rappresentato all'Università di Catania, mentre l'anno successivo, in occasione della festa di Sant'Agata, dirige personalmente il suo nuovo lavoro, Raab liberata, che incontra il favore del pubblico, incitandolo a replicare l'opera nel 1765 e nel 1783.
Dal 1776, Geremia è affiancato nella direzione musicale del Duomo da Vincenzo Tobia Bellini, nonno del più celebre Vincenzo; nel frattempo, Geremia lavora anche per la chiesa dei benedettini, per i quali compone diverse opere, tra le quali spicca La città di Abella liberata (1783).
Nel 1788 compose un oratorio a cinque voci, L'Israele idolatra, dedicato all'abate Filippo Hernandez, ed eseguito in occasione della festa di San Chiodo; due anni dopo, sempre per la festività di San Chiodo, compose un nuovo oratorio, L'esultazione di Saulle, dedicato nuovamente all'abate Hernandez.
Nell'ultimo decennio del Settecento, Geremia compose solo oratori per la festa di Sant'Agata; nel 1800, prima di cedere il suo posto di maestro di cappella a Giacinto Castorina, musicò l'ultimo oratorio per la festa della patrona, Mosè trionfante del popolo egiziano nel passaggio dell'eritreo.
Nonostante abbia ricevuto offerte da Roma, dalla Sardegna e dalla Spagna, Geremia rimane legato alla sua città, dove continua a comporre oratori.
Alla morte di Giuseppe Geremia ha avuto luogo una cerimonia commemorativa all'Università di Catania, dove i più distinti letterati dell'epoca hanno letto sonnetti, coronali ed epigrammi.

## Curiosità
- Nell'Aula Magna dell'Università di Catania è presente un suo ritratto.
- Nel quartiere Fortino di Catania è gli è stata intitolata una via.